# Trinitasglocke

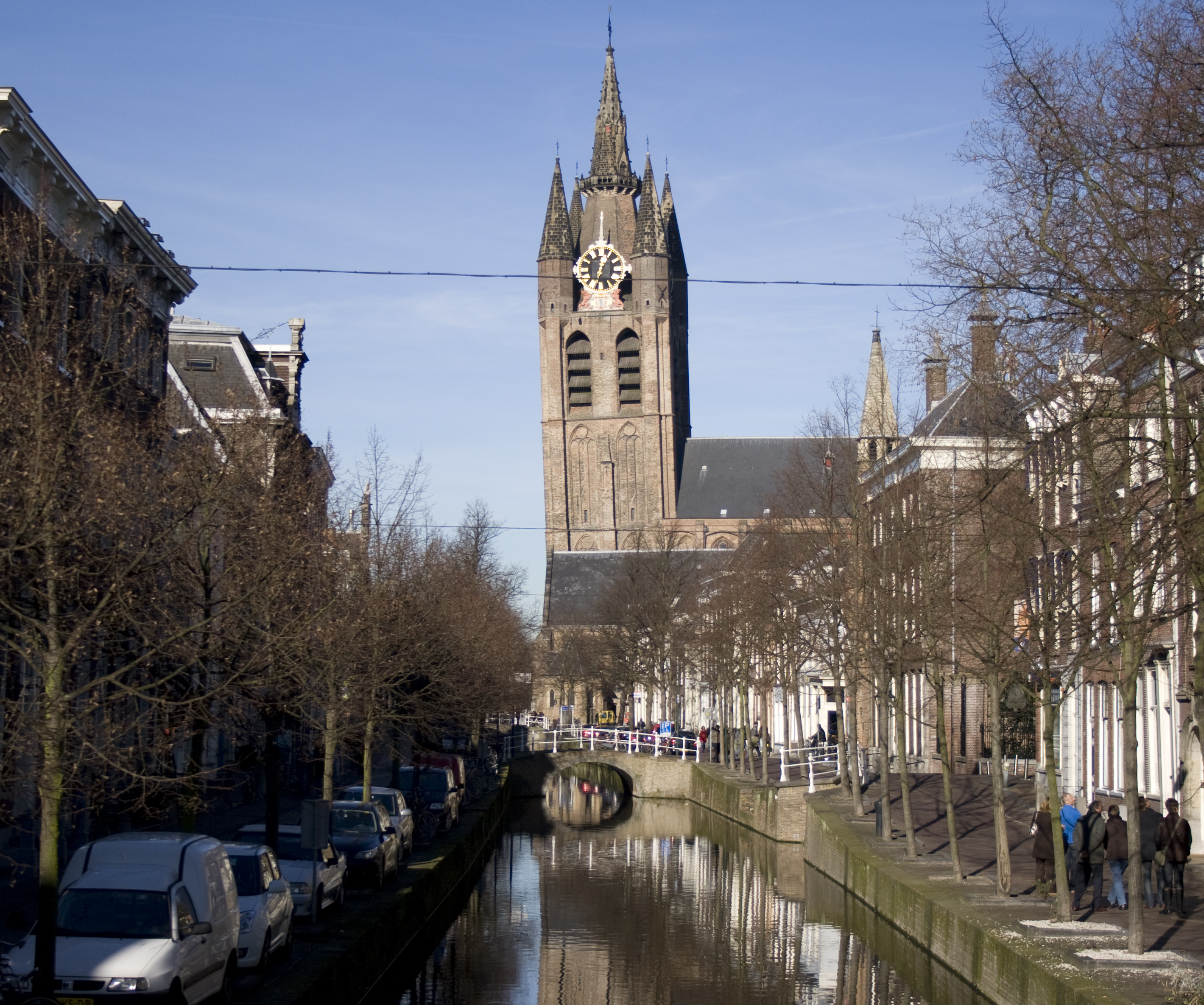
Die Alte Kirche von Delft

Die Trinitasglocke, im Volksmund Bourdon genannt, ist die schwerste historische Kirchenglocke der Niederlande. Sie wurde 1570 von dem aus Aachen stammenden, in Delft niedergelassenen Glockengießer Hendrik van Trier gegossen, von dem auch die elf schweren Glocken der Groninger Martinikirche stammen. Die Trinitasglocke wiegt nahezu neun Tonnen und hat einen Durchmesser von 2,3 Metern. Sie hängt in der Oude Kerk („Alte Kirche“) in Delft.
Die Bourdon ist täglich zu hören, da sie zu jeder vollen Stunde mit einem Hammer geschlagen wird (die halbe Stunde wird durch die zweite Glocke, die Laudateklocke von 1719, geschlagen). Geläutet wird sie aber nur zu ganz besonderen Anlässen, wie zum Beispiel Beisetzungen im niederländischen Königshaus, da sie so starke Vibrationen verursacht, dass Beschädigungen des Bauwerks oder gar der Einsturz des 75 Meter hohen, schiefen Turms der Kirche befürchtet werden.
Geläutet wurde die Glocke zum letzten Mal bei den königlichen Begräbnissen von Königin Juliana am 30. März 2004 sowie Prinz Claus am 6. Oktober 2002; davor läutete die Glocke zuletzt am 8. Dezember 1962, als Königin Wilhelmina zu Grabe getragen wurde.